# Louis Albert Péringuey
Louis Albert Péringuey (Bordeaux, 9 oktober 1855 - Kaapstad, 20 februari 1924) was een Frans - Zuid-Afrikaans entomoloog.
Péringuey werd geboren in Bordeaux, Frankrijk. Nadat hij zijn masters degree in Sciences behaald had reisde hij naar Madagaskar, Gambia en Senegal, waar hij insecten verzamelde voor diverse Musea. In 1879 emigreerde hij naar Kaapstad, Zuid-Afrika waar hij in eerste instantie werk vond als leraar Frans. In de tijd die overbleef werkte hij als vrijwilliger aan de keververzameling van het South African Museum. Later werd hij er vast medewerker en in 1906, op 41-jarige leeftijd, werd hij adjunct-directeur van hetzelfde museum. Datzelfde jaar begon hij entomologie les te geven op het South African College en ontving hij zijn doctoraat in Natural Sciences van de Universiteit van Kaap de goede hoop (nu de Universiteit van Zuid-Afrika). Op het gebied van de entomologie hield hij zich voornamelijk bezig met kevers (Coleoptera) waarvan hij vele soorten voor het eerst wetenschappelijk beschreef.
Hij had ook interesse voor prehistorie en vond in Stellenbosch een aantal stenen vuistbijlen uit het paleolithicum (oude steentijd) van de Acheuléen cultuur. Een bewijs van vroege menselijke bewoning van dit gebied.  
- Bibliothèque nationale de France: cb10286415r (data)
- International Standard Name Identifier: 0000 0000 1108 1556
- KulturNav: 0e008905-307f-4647-bc42-f7429e13a088
- Système universitaire de documentation: 190920629
- Virtual International Authority File: 14759057
- WorldCat: E39PBJfcQvRjrCcVgYBjwykFKd